# Herbeiführen einer Explosion durch Kernenergie
Das Herbeiführen einer Explosion durch Kernenergie gehört zu den Strahlungsstraftaten des deutschen Strafrechts. Da keine gesonderten Regelungen im Atomgesetz vorhanden sind, wurde die Regelung in § 307 StGB aufgenommen. Das Delikt gehört zu den gemeingefährlichen Straftaten. Die Vorschrift kann wegen der im deutschen Strafrecht zwingenden Anknüpfung an die persönliche Schuld nur unzureichend eine repressive Antwort auf die Gefahren beim Umgang mit spaltbarem Material geben. Das Delikt ist ein konkretes Gefährdungsdelikt. Die Tat ist ein Verbrechen im Sinne von § 12 Abs. 1 StGB.

## Tatbestand
Der gesetzliche Tatbestand enthält selbst unterschiedliche Delikte. Sein Wortlaut:
(2) Wer durch Freisetzen von Kernenergie eine Explosion herbeiführt und dadurch Leib oder Leben eines anderen Menschen oder fremde Sachen von bedeutendem Wert fahrlässig gefährdet, wird mit Freiheitsstrafe von einem Jahr bis zu zehn Jahren bestraft.
(3) Verursacht der Täter durch die Tat wenigstens leichtfertig den Tod eines anderen Menschen, so ist die Strafe 
1. in den Fällen des Absatzes 1 lebenslange Freiheitsstrafe oder Freiheitsstrafe nicht unter zehn Jahren,
2. in den Fällen des Absatzes 2 Freiheitsstrafe nicht unter fünf Jahren.

### Freisetzen oder Explosion herbeiführen (Abs. 1, 2, 4)
Das Delikt ist als Unternehmensdelikt ausgestaltet, sodass bereits das Versuchsstadium als Vollendung gilt. Setzt der Täter also unmittelbar zur Verwirklichung der Tat an, so greift bereits Abs. 1. Wegen der besonderen Gefährdungslage, die durch den Täter geschaffen wird, erklärt sich auch die erhebliche Strafdrohung von mindestens fünf Jahren Freiheitsstrafe. Wird die Gefährdung lediglich fahrlässig herbeigeführt, so ordnet Abs. 2 eine geminderte Strafdrohung an. Abs. 4 stellt eine Fahrlässigkeit-Fahrlässigkeit-Kombination dar und weist daher aus, dass sich der Vorsatz des Täters in Abs. 1 sowohl auf die Tathandlung als auch auf die Gefährdung beziehen muss, in Abs. 2 allein auf die Tathandlung.

### Erfolgsqualifikation (Abs. 3)
Abs. 3 ist als Erfolgsqualifikation zu den beiden ersten Absätzen gebildet. Hinsichtlich der Todesfolge für mindestens einen Menschen muss ein Gefährdungszusammenhang bestehen und im Übrigen eine Fahrlässigkeitsschuld (§ 18 StGB) zu bejahen sein.

## Tätige Reue
Mangels Rücktrittsmöglichkeiten, da der Versuch – auch der untaugliche – bereits zur Verwirklichung des Straftatbestandes führt, ist in § 314a StGB dem Gericht die Möglichkeit eingeräumt, bei tätiger Reue des Täters die Strafe zu mildern. Für § 307 Abs. 1 StGB muss der Täter die Tat aufgeben oder die Gefahr sonst abwenden. Für die übrigen Tatkonstellationen des § 307 Abs. 2 StGB muss der Täter wenigstens insoweit handeln, dass die Gefahr freiwillig abgewandt wird, ohne dass ein erheblicher Schaden entsteht. Gleiches gilt für einen Fall nach § 307 Abs. 4 StGB, wobei hier jedoch eine Strafbefreiung eintritt. Auf die erfolgsqualifizierte Konstellation des § 307 Abs. 3 StGB ist die tätige Reue nach § 314a nicht anwendbar.

## Kriminalstatistik
Laut der vom deutschen Bundeskriminalamt veröffentlichen polizeilichen Kriminalstatistik wurden zwischen 1990 und 2001 sieben Fälle (davon ein Versuch) und im Jahr 2018 ein Fall erfasst. Ein Leserbrief an den Chaos Computer Club vermutet, dass es sich um Erfassungsfehler handelt. Auf Nachfragen beim Bundeskriminalamt und bei den Landeskriminalämtern wurden für die Ursache widersprüchliche Angaben gemacht.